# Корнев, Алексей Николаевич
Алексей Николаевич Корнев (род. 20 декабря 1976, Вязники, Владимирская область) — российский шахматист, гроссмейстер (2004), тренер высшей категории (2001). Выпускник факультета физики и прикладной математики Владимирского государственного университета по специальности «математик-инженер».

## Спортивная и тренерская карьера
Двукратный чемпион России среди студентов (1996 и 1998).
Финалист Кубка России по шахматам 2001 года, в 2002 году стал серебряным призёром этого соревнования.
Двукратный победитель командных чемпионатов России: в 2005 году составе «ФИНЭК» и в 2007 году в составе «СГСЭУ».
Трёхкратный чемпион Центрального федерального округа (2004, 2006 и 2009).
Победитель ряда международных турниров: Мемориал Петрова (Санкт-Петербург 2002), Мемориал Циолковского (Калуга 2003), Владимир-опен (Владимир 2006), Кубок Волги (Кострома 2011).
Участник 23-го Клубного кубка Европы (2007) в г. Кемере.
В составе команды «Университет» (Майкоп) серебряный призёр командного чемпионата России 1998 г.
С 1999 года также выступает в качестве тренера. В период с 1999 по 2002 гг. тренировал Ольгу Зимину, которая под его руководством выиграла чемпионат России по шахматам среди женщин 2001 года. Среди учеников А. Н. Корнева множество победителей и призёров юношеских чемпионатов России.

## Спортивные достижения
| Год  | Город      | Турнир                | + | − | = | Результат | Место |
| ---- | ---------- | --------------------- | - | - | - | --------- | ----- |
| 2000 | Самара     | 53-й чемпионат России | 3 | 5 | 3 | 4½ из 11  | 45—54 |
| 2002 | Краснодар  | 55-й чемпионат России | 3 | 2 | 4 | 5 из 9    | 15—20 |
| 2003 | Красноярск | 56-й чемпионат России | 3 | 2 | 4 | 5 из 9    | 20—37 |
|      |            |                       |   |   |   | из        |       |

## Книги
- Практический репертуар 1.d4. Славянская, Ферзевый и другие. 2013, с. 304.
- Практический репертуар 1.d4. Староиндийская, Грюнфельд и другие, Том 2
- Практический репертуар 1.d4. Нимцович, Бенони и другие, Том 3, «Соловьёв Сергей», Санкт-Петербург, 2014, с. 384, ISBN 978-5-903609-29-1
- Играем против Сицилианской защиты, «Соловьёв Сергей», Санкт-Петербург, 2015

## Изменения рейтинга
| Графики недоступны из-за технических проблем. См. информацию на Фабрикаторе и на mediawiki.org. |